# Hannelore Kohl
Pour les articles homonymes, voir Kohl.
Johanne Eleonore Renner, née le 7 mars 1933 à Berlin et morte le 5 juillet 2001 à Ludwigshafen, fut l'épouse de l'ancien chancelier fédéral allemand Helmut Kohl. 

## Biographie
Hannelore Kohl passa son enfance à Leipzig. Son père, Wilhelm Renner, était directeur d'usine et fondé de pouvoir de la Hugo Schneider AG (HASAG), la plus grande entreprise d'armement en Allemagne centrale de 1939 jusqu'à la fin de la Seconde Guerre mondiale.
Pendant le dernier hiver de guerre en 1944-1945, la fillette de onze ans fut témoin de scènes terribles à la gare où elle effectuait un service obligatoire toutes les deux semaines. À Döbeln arrivaient des trains chargés de blessés du front russe dont Hannelore et les autres écoliers changeaient les pansements. La fillette aidait à décharger les morts et à ravitailler les réfugiés dont certains avaient fait route des semaines entières dans des wagons ouverts et sous une température glaciale. Certains nourrissons étaient morts de froid. À cela s'ajoutaient les bombardements avec leur cortège de dommages à la population et aux biens.
À l'âge de douze ans, elle fut violée par plusieurs soldats soviétiques puis jetée par la fenêtre (« balancée par la fenêtre comme un sac de ciment », selon ses propres mots), ce dont elle conservera des séquelles, notamment au dos, toute sa vie.
Au début de mai 1945, elle se rendit avec sa mère à Leipzig où elle retrouva son père. Après que les Américains se furent retirés le 1er juillet 1945 de l'Ouest de la Saxe et de la Thuringe pour laisser la place aux Russes, la famille s'enfuit à Mutterstadt, dans le Palatinat, où vivaient les grands-parents paternels de Hannelore. La famille Renner vécut tout d'abord dans une buanderie et par la suite déménagea plusieurs fois.
Pendant une fête scolaire à Ludwigshafen, en 1948, Hannelore Renner âgée de quinze ans fit la connaissance de Helmut Kohl, qui en avait 18, qu'elle épousa douze ans plus tard le 27 juin 1960.
Hannelore Kohl commença des études de langues, qu'elle dut abandonner prématurément en raison du décès de son père. Elle entama alors un apprentissage pour devenir correspondante en langues étrangères.
Jusque dans les années 1980, Hannelore Kohl se consacra à l'éducation de ses fils, Walter et Peter, nés en 1963 et 1965. En 1983, elle fonda le Kuratorium ZNS [ ZNS pour Zentraler Nervensystem, système nerveux central ] refondu puis rebaptisé en 2005 ZNS - Hannelore Kohl Stiftung (ZNS - Fondation Hannelore Kohl) pour les blessés souffrant de lésions du système nerveux central, dont elle devint la présidente. En 1988, elle fut distinguée par l'ordre du Mérite de Rhénanie-Palatinat et en 1999 par le grade de grand officier de l'ordre du Mérite de la République fédérale d'Allemagne.
D'après des affirmations d'Helmut Kohl qui n'ont pas été contredites, Hannelore Kohl participa à l'élaboration de ce que l'on appelle le Programme en dix points, comprenant dix revendications pour la réunification de l'Allemagne et de l'Europe. Helmut Kohl exposa ce programme devant le Bundestag le 28 novembre 1989, sans même s'être entendu avec le partenaire de coalition.
Hannelore Kohl parlait couramment l'anglais et le français, maîtrise dont elle se servait dans les relations avec les invités officiels étrangers, car son mari ne parlait uniquement que l'allemand. Elle entretint des relations amicales avec plusieurs épouses d'hommes d'État.
Peter Kohl épousa sa compagne turque Elif Sözen le 28 mai 2001 à l'hôtel « Çırağan Palace » sur les rives du Bosphore. Hannelore Kohl ne put participer aux festivités en raison de sa maladie.
Hannelore Kohl se suicida le 5 juillet 2001 à l'âge de 68 ans. Elle avait auparavant aidé son mari à écrire ses mémoires, comme elle le raconta dans une de ses dernières interviews. C'est à la journaliste Dona Kujacinski qu'elle accorda ses deux dernières interviews, en mars et mai 2001.
Ses obsèques catholiques eurent lieu en présence d'une grande foule dans la cathédrale de Spire.
En sa mémoire, la ville de Ludwigshafen donna son nom en 2004 à une promenade sur la rive du Rhin.

## Décorations
- Ordre du Mérite de Rhénanie-Palatinat (1988)
- Grand officier de l'ordre du Mérite de la République fédérale d'Allemagne (1999)

## Maladie et mort
Sur sa maladie et les circonstances de la mort de Hannelore Kohl, les spéculations n'ont pas manqué. Selon les propos qu'elle tint en mars 2001, elle souffrait depuis 1993 d'une allergie à la lumière (comme cause de cette maladie, on a évoqué un rare effet indésirable de la pénicilline, hypothèse remise en cause ; un éventuel rôle du viol et des mauvais traitements qu'elle a subi à l'âge de 12 ans a également été évoqué). Si l'on en croit les médias, au cours des derniers mois de sa vie elle passait ses journées derrière les volets fermés et ne quittait le domicile qu'au coucher du soleil. D'après les déclarations de son mari dans des interviews données plusieurs années plus tard, elle souffrait de douleurs insupportables. Il n'existait pas de possibilité thérapeutique, selon lui. Elle était dépressive. 
Dans une interview de 2006, Helmut Kohl explique qu'il savait que sa femme projetait de se suicider. Elle mourut d'une surdose de comprimés alors que son mari se trouvait à Berlin, lui laissant, ainsi qu'à leurs fils, une lettre d'adieu. Il ne fut pas pratiqué d'autopsie.